# هازجة الغاب الكبيرة

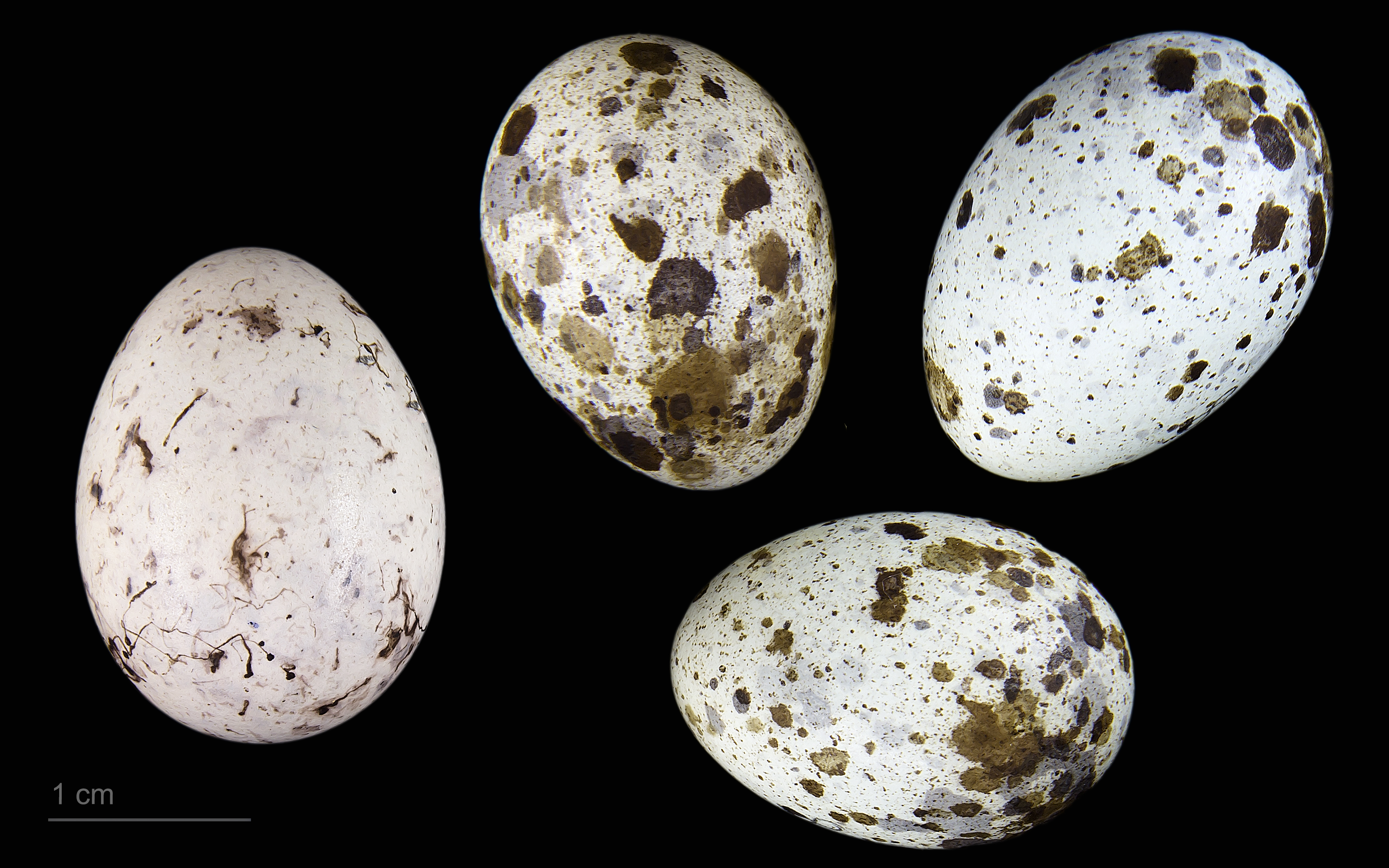
Cuculus canorus canorus + Acrocephalus arundinaceus

هازجة القصب أو هازجة الغاب الكبيرة تسمى أيضا هازجة القصب الكبيرة (الاسم العلمي: Acrocephalus arundinaceus) (بالإنجليزية: Great Reed Warbler)‏، هو طائر ينتمي إلى (فصيلة: Acrocephalidae).

## انظر أيضا

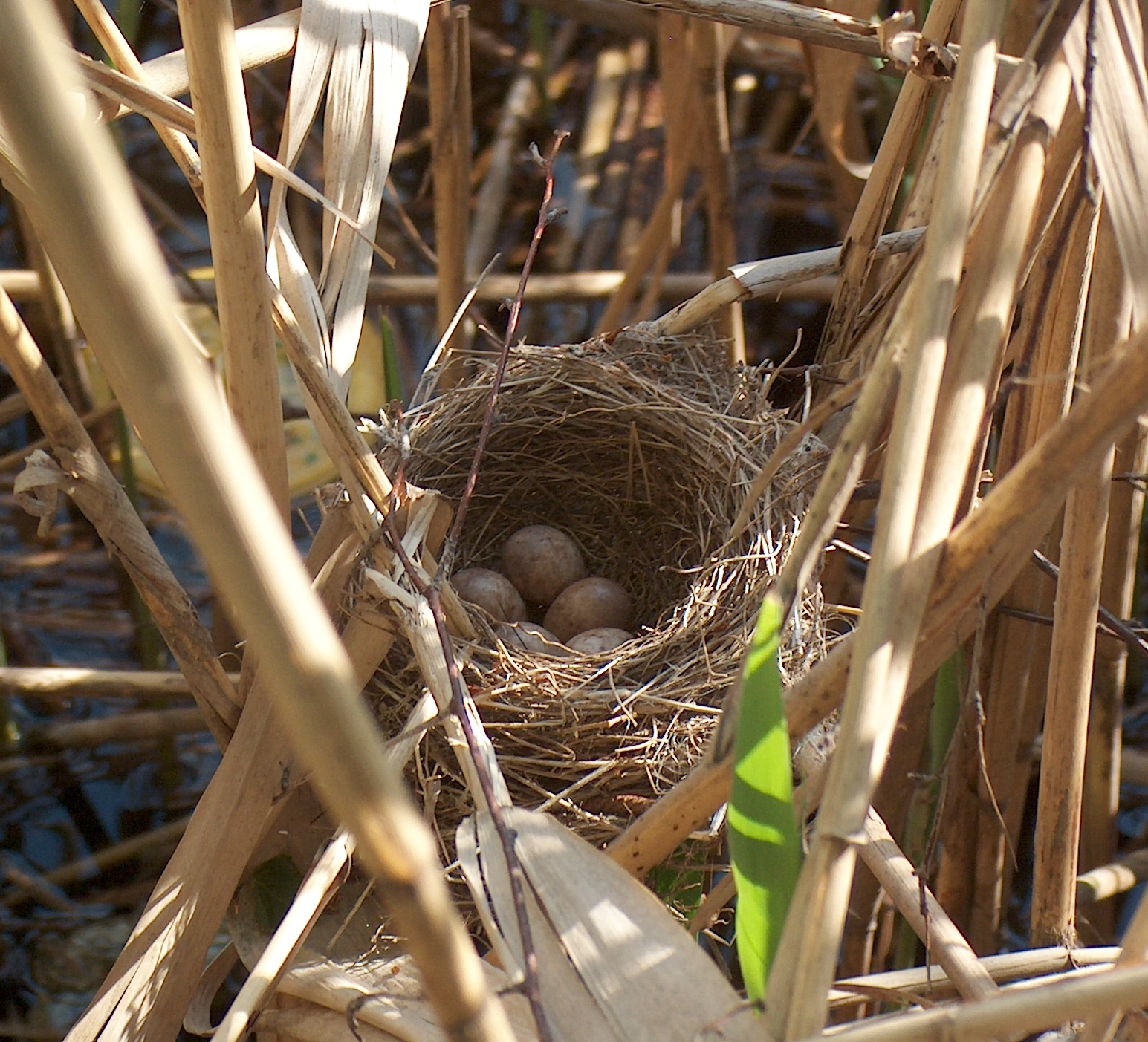